# Bando republicano

Spaniens flagga under "andra republiken" 1931-1939.

Den republikanska sidan (spanska: Bando republicano), också kallad lojalistsidan (spanska: Bando leal eller regeringssidan (bando gubernamental), var den sida i spanska inbördeskriget från 1936 till 1939 som stödde regimen i andra spanska republiken mot den nationella sidan eller rebellsidan som hade tagit form efter ett militäruppror och som snart kom att domineras av Falangistpartiet under ledning av Francisco Franco. Benämningen Republikanerna (republicanos) användes mest av dess medlemmar och anhängare, medan motståndarsidan oftast använde termen Rojos ("de röda") för att anspela på republikanernas vänsterinriktade politik, särskilt då den innehöll stora grupper av organiserade kommunister och anarkister och erhöll stöd från Sovjetunionen, Jugoslavien och det på den tiden socialistiskt styrda Mexiko.